# Björnstorp
Björnstorp is een plaats in de gemeente Lund, in de Zweedse provincie Skåne län en het landschap Skåne. De plaats heeft 157 inwoners (2000) en een oppervlakte van 23 hectare.